# Mount Waugh
Mount Waugh är ett berg i Antarktis. Det ligger i Västantarktis. Argentina, Chile och Storbritannien gör anspråk på området. Toppen på Mount Waugh är 585 meter över havet, eller 360 meter över den omgivande terrängen. Bredden vid basen är 9,1 km.
Terrängen runt Mount Waugh är huvudsakligen kuperad, men åt nordost är den platt. Havet är nära Mount Waugh norrut. Trakten är obefolkad. Det finns inga samhällen i närheten.